# Балдуин III (Фландрия)
Балдуин III Фландерски (на нидерландски: Boudewijn III van Vlaanderen; на френски: Baudouin III de Flandre, dit Baudouin le Jeune; на немски: Balduin III von Flandern; на италиански: Baldwinus; * ок. 940; † 1 януари 962, Берг) е граф на васалното на Западнофранкското кралство Gрафство Фландрия (958 – 962) и граф на Булон (954 – 962).

## Живот
Балдуин е роден около 940 година. Син е на Арнулф I Велики († 965) и Адел († 958/960), дъщеря на графа на Вермандоа Херберт II.
Балдуин III управлява от 954 г. първо съвместно с баща си. През 958 г. Арнулф свиква събрание на Щатите в Гент, където обявява сина си за съуправител на графството, а самият той се оттегля от активна дейност, поради напредналата си възраст.
Около 960/961 г. Балдуин се жени за Матилда Саксонска (* 935/945; † 25 май 1009), дъщеря на управителя и бъдещ херцог на Саксония Херман Билунг, и двамата имат син – Арнулф II.
За няколкото години на своето управление Балдуин развива активна дейност. Той основава първите панаири в Брюге, Торхаут, Кортрейк и Касел. Укрепва Берг и настанява там занаятчии, а традицията му приписва и установяването в Гент на производството на вълнен текстил и филц, които през следващите векове придобиват голямо значение за цялото графство.
Балдуин взима участие в поход на крал Лотар срещу Нормандия. Връщайки се от него, на 1 януари 962 година, той умира от едра шарка в Берг.
Когато Балдуин умира, синът му е съвсем малък, и управлението на графството отново е поето изцяло от Арнулф I. Синът на Балдуин наследява дядо си като Арнулф II след неговата смърт през 965 година. Малко след смъртта на Балдуин съпругата му Матилда Саксонска се омъжва повторно за графа на Вердюн Готфрид I Пленник († 998).
- Балдуин III

## Деца
От Матилда Саксонска има един син:
- Арнулф II (* ок. 960; † 30 март 987), граф на Фландрия, ∞ 968 г. за (Сузана) Розала Италианска († 1003), дъщеря на Беренгар II, бившия крал на Италия и на Вила Тосканска. Розала се омъжва II. 988 г. за Робер II, крал на Франция.

Балдуин III има незаконен син:
- Ацелин, епископ на Париж